# Sarrusofoon
Een sarrusofoon is een blaasinstrument van metaal met een dubbel riet, dat in circa 1860 werd uitgevonden en vernoemd is naar de Franse militaire kapelmeester Pierre-Auguste Sarrus (1813-1876).

## Familie der sarrusofoons
De familie der sarrusofoons omvat vele liggingen, van Es-sopranino tot en met Bes-, C- en Es contrabassen. Deze contrabassarrusofoon wordt wel gebruikt ter vervanging van de contrafagot. De familie omvat (met tussen haakjes respectievelijk omvang en klank):
- Es Sopranino B♭-G (D♭-B♭)
- Bes Sopraan B♭-G (A♭-F)
- Es Alt B♭-G (D♭-B♭)
- Bes Tenor B♭-G (A♭-F)
- Es Bariton B♭-G (D♭-B♭)
- Bes Bas B♭-G (A♭-F)
- Es Contrabas B♭-G (D♭-B♭)
- C Contrabas B♭-G (B♭-G)
- Bes Contrabas B♭-G (A♭-F)

## Uitvinder
De eigenlijke uitvinder was niet Sarrus, maar Pierre Louis Gautrot, die het instrument ontwierp opdat het kon wedijveren met, of ter vervanging kon dienen van de saxofoon en de hobo. Gautrot patenteerde de uitvinding in Frankrijk onder 'patent #28034' in 1856.

## Verschil met de saxofoon
De instrumenten komen voor met een dikke en smalle buis, waarbij de dikke buis een rondere klank heeft. In vergelijking met saxofoons met hetzelfde bereik wegen sarrusofoons een stuk minder, en werden daarom veel gebruikt in militaire bands, zodat ook de lage instrumenten draagbaar bleven. De sarrusofoon heeft qua applicatuur iets minder kleppen, maar lijkt verder zoveel op de saxofoon, dat Adolphe Sax, de uitvinder van de saxofoon diverse rechtszaken had aangespannen wegens patentbreuk en plagiaat. Een belangrijk verschil zit echter in het mondstuk: de sarrusofoon heeft net als een fagot een dubbelriet, terwijl de saxofoon een enkelrietinstrument is.

## Repertoire
De sarrusofoon wordt nog steeds af en toe gebruikt in Frankrijk en Italië als vervanger van de contrabas rietpartijen. Diverse componisten schreven stukken met partijen die speciaal voor dit instrument bedoeld waren:
- Claude Debussy - "Jeux"
- Igor Stravinsky - Threni
- Paul Dukas - "De Tovenaarsleerling" (1890) - Dukas schreef een contrabas-sarrusofoon voor, die effectvol gebruikt werd als opening van de 'danse macabre', tegenwoordig wordt deze partij meestal op contrafagot gespeeld.
- J. Holbrooke's "Apollo and the Seamen"
- Roscoe Mitchell - "Four Compositions"
- Ignace Paderewski - Symfonie in b-klein ("Polonia") - waarin 3 sarrusofoons zitten
- Bruce Broughton - "Tombstone" (soundtrack - gebruikt ook een contrabas trombone)
- Adam Gilberti - "Seismic Disturbances"